# Гі II де ла Рош
Гі II де ла Рош (фр. Guy II de La Roche; 1280 — 5 жовтня 1308) — 5-й герцог Афінський в 1287—1308 роках.

## Життєпис
Походив зі шляхетського роду де ла Рош з пфальцграфства Бургундія. Син Вільгельма I, герцога Афінського, і Олени Ангеліни Комніни. Народився 1280 року. 1287 року після смерті батька успадкував владу. Через малий вік регенткою стала його мати. 1289 року вона від імені сина відмовилася принести омаж за сеньйорії Аргос і Навпліон князям Ахейським — Флорісу де Ено та його дружині Ізабеллі де Віллардуен. 1291 року Олена вийшла заміж за Гуго де Брієнна, що став співрегентом та посилив позиції дружини в герцогстві.
1294 року Гі II було оголошено повнолітнім, внаслідок чого відбувся розкішний лицарський турнір. Герцог прийняв посвячення в лицарі, на загальне здивування, від небагатого дворянина Боніфація ді Верона, родича Тріарха Негропонта. Боніфацій став вірним другом і радником герцога на все життя. Гі II подарував йому кілька фортець і острів Егіна. Того ж року Гі II приніс омаж Флорісу де Ено та його дружині.
У 1295—1296 роках за наказом свого сюзерена короля Неаполю брав участь у війні на боці епірського деспота Никифора I проти фессалійського володаря Костянтина Дуки, який вдерся до Епіру.
1296 року після смерті свого вітчима Гуго де Брієнна на вимогу Карла II, короля Неаполю, знову приніс омаж Флорісу де Ено та його дружині. Але ті зажадали від Гі II також сплати данини, в чому їм було відмовлено. Обидві сторони готувалися до війни, але в цей час Флоріс де Ено опинився втягнутим у конфлікт з візантійцями, у протистоянні з якими він загинув 1298 року. Разом з тим погіршилися відносини з матір'ю, частину володінь якої Гі II конфіскував.
У 1299 році за ініціативи Ізабелли, княгині Ахейської, були влаштовані заручини Гі II з її донькою Матильдою. Проти шлюбу виступив Карл II, король Неаполю, сюзерен обох держав. Але папа римський Боніфацій VIII дав свою згоду, і весілля відбулося в 1300 році. Тоді ж вимушено погодився й неаполітанський король, що був васалом Папського престолу. На знак подяки Гі II підніс Папському престолу 12 оксамитових шат, витканих на його мануфактурах у Фівах.
1301 року приніс омаж новому чоловікові Ізабелли Ахейської — Філіпу П'ємонтському. 1303 року стає регентом при малолітньому Іоаннові II, володареві Фессалії. Регенту довелося протистояти Епірському деспотату, регентка якого Анна Кантакузина (при деспоті Фомі I) вирішила підкорити Фессалію. В результаті напад було відбито, Кантакузину змушено було до сплати контрибуції в 3 тис. гіперпіронів.
За цим Гі II планував захопити Фессалоніки, які колись належали династії Комнін Дук, проте зрештою внаслідок перемовин з тамтешньою правителькою Іоландою відступив. 1305 року під час лицарського турніру в Коринфі впав з коня, отримавши важку травму.
З 1306 року його довелося протистояти Каталонській компанії (загону найманців) на чолі з Бернаром де Рокафором, що декілька разів вдиралася до Фессалії. Водночас 1307 року приніс омаж новому ахейському князю Філіпу II. Натомість призначається байльї (намісником) Ахейського князівства.
Потім захопив Афанасія III, православного патріарха Александрійського, який повертався з Константинополя. Спочатку Гі II зажадав 2 тис. золотих гіперперонів як викуп, але коли Афанасій III запропонував герцогу свою методу лікування його хвороби, він отримав свободу.
Помер 1308 року. Поховано в монастирі Дафні. Оскільки померлий не мав спадкоємців влада перейшла до його родича Готьє де Брієнна.